# Mártires de Arad

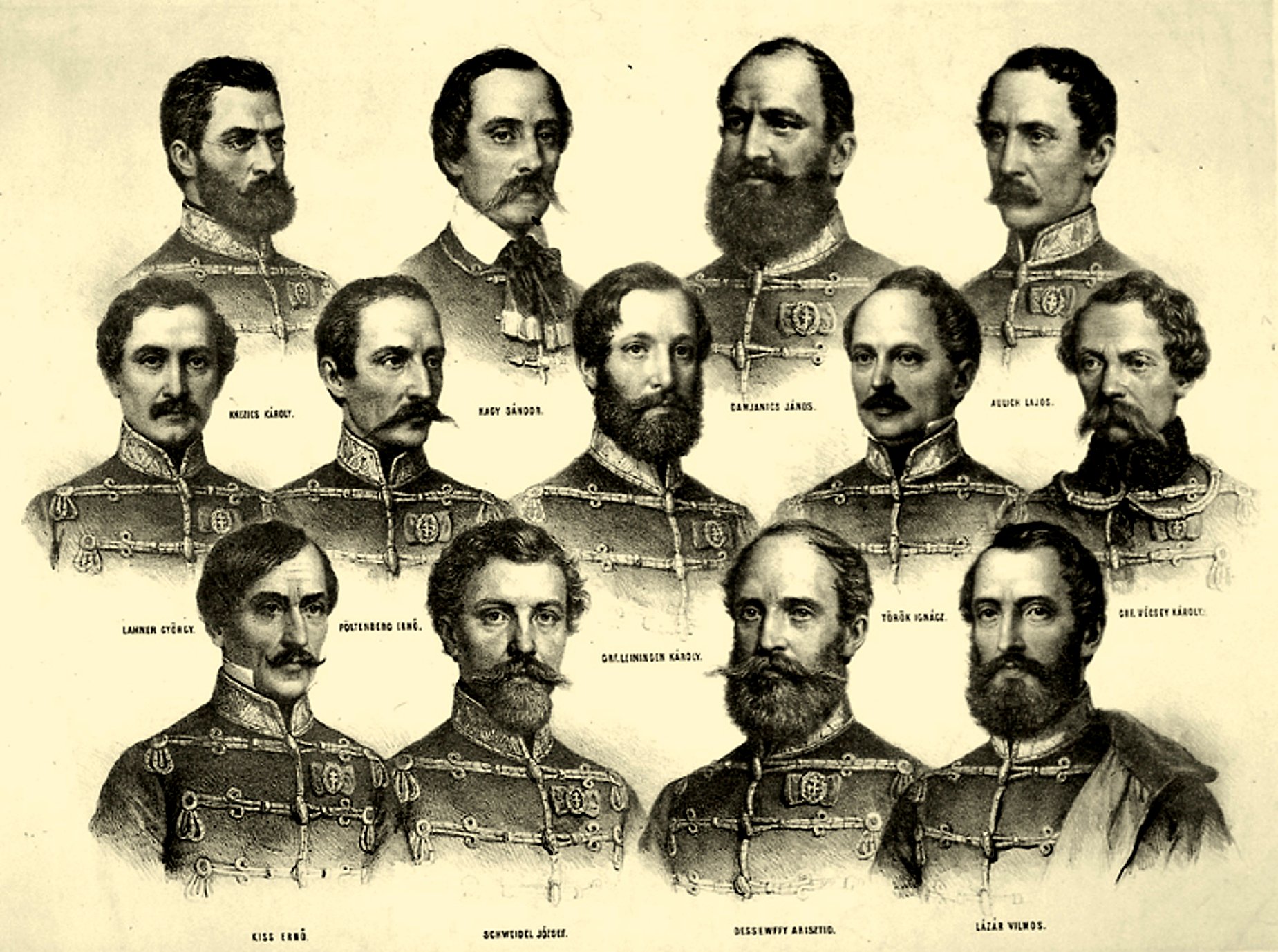
Los Mártires de Arad, litografía de Miklós Barabás.
Károly Knezić, József Nagysándor, János Damjanich, Lajos Aulich, György Lahner, Ernő Poeltenberg, Károly Leiningen-Westerburg, Ignác Török, Károly Vécsey, Ernő Kiss (soldado), József Schweidel, Arisztid Dessewffy, Vilmos Lázár

Los Mártires de Arad (en húngaro: Aradi vértanúk) fueron 13 generales: cinco húngaros, cuatro alemanes, dos armenios, uno serbio y uno croata que fueron ejecutados en 1849 luego de concluidas las guerras de la Revolución húngara de 1848 contra el poder de los Habsburgo. Luis Kossuth dejó registrada su voz en un fonógrafo, en 1890, donde mencionaba los asesinatos de la ciudad de Arad, llamándola el Gólgota.

## Antecedentes
El Reino de Hungría se hallaba en manos de los Habsburgo desde la batalla de Mohács en 1526, donde cayó el rey húngaro. A lo largo de los siguientes siglos, los líderes nobles húngaros como los príncipes de Transilvania Esteban Bocskai y Gabriel Bethlen lideraron movimientos independentistas contra los reyes Habsburgo de Hungría, para poder reunificar el reino húngaro bajo el control de la nobleza y no de los germánicos.
El afloramiento del nacionalismo húngaro a principios del siglo XIX produjo enormes impulsos patrióticos entre los húngaros, hasta que al enterarse de los disturbios ocurridos en otras ciudades europeas, el 15 de marzo estalló la revolución húngara de 1848 contra los Habsburgo. Esta revuelta húngara con bases intelectuales y poéticas, abanderadas por personajes como Lájos Kossuth, Sándor Petőfi y Mór Jókai, pronto se tornó en una guerra de independencia.
Durante varios meses, los húngaros se enfrentaron en diversos campos de batalla contra los soldados austriacos enviados por el emperador desde Viena. Finalmente, el emperador Francisco José I pidió asistencia al zar Nicolás I de Rusia, quien finalmente con sus ejércitos logró controlar Hungría.
El 6 de octubre de 1849 fueron condenados a muerte 13 oficiales húngaros por las fuerzas de ocupación austríaca. Esta fecha se escogió precisamente, ya que era el aniversario de la Revolución de Viena, y de la ejecución de Theodor Baillet von Latour, con lo que se restablecería simbólicamente la supremacía del poder austríaco sobre sus vecinos y, en este caso en particular, los húngaros.
La ejecución de los militares húngaros significó la derrota final de la guerra de independencia y la consolidación del poder del Imperio austríaco sobre Hungría. Sin embargo, décadas más tarde con motivo de las guerras contra Prusia, Austria alcanzó un nivel crítico que permitió a la nobleza húngara ejercer presión. De esta manera en 1867 se firmó el acuerdo que estableció la monarquía dual del Imperio austrohúngaro.

## Ejecución de los oficiales

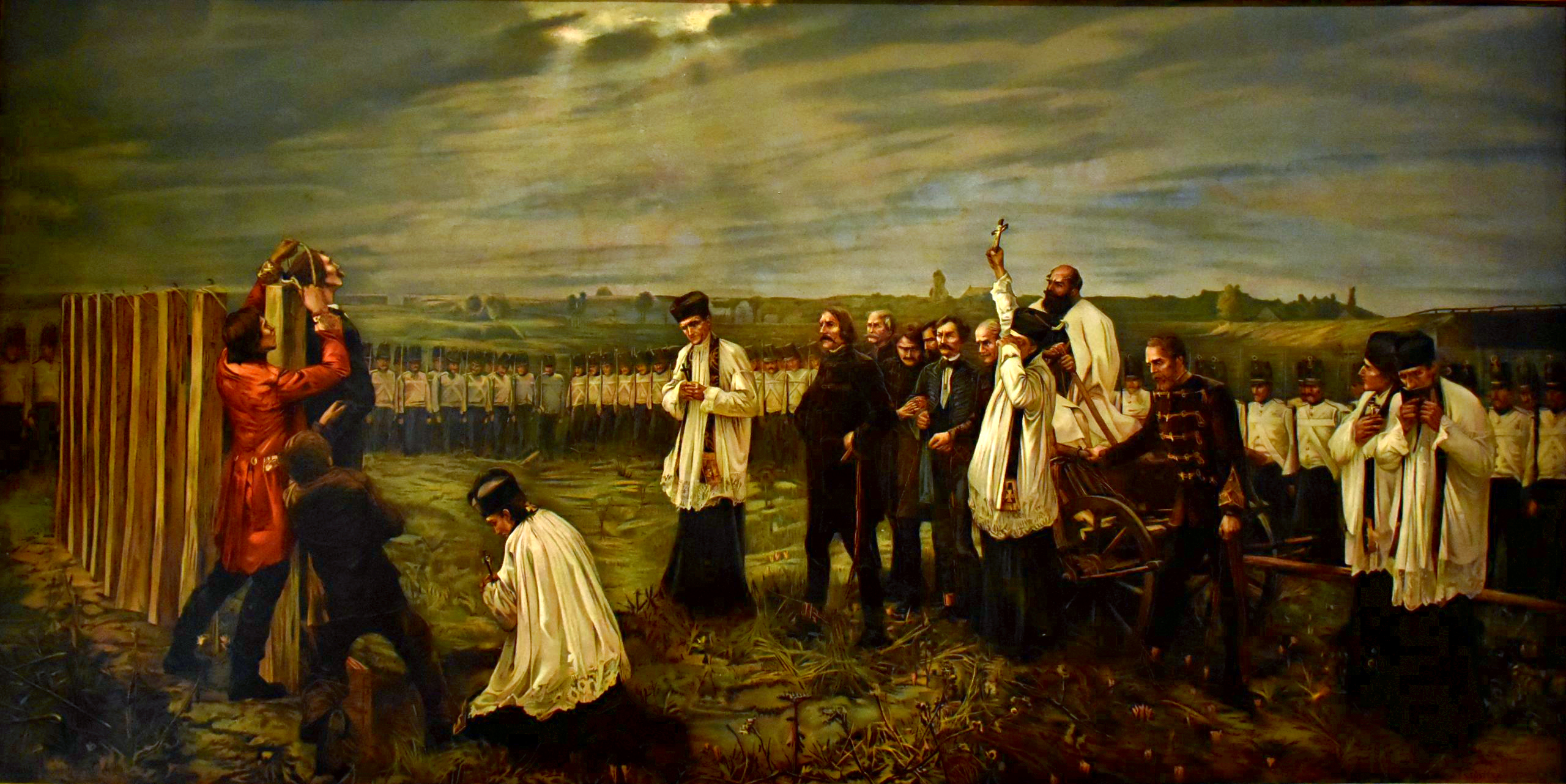
Ejecución de los mártires de Arad. Obra de János Thorma.

La ejecución y todo lo referente a ello fue coordinado por el general austríaco Julius Jacob von Haynau en las afueras de la ciudad húngara de Transilvania, Arad. 
Fusilados (antes de las 5:30am):
- 1. Vilmos Lázár, húngaro nacido en Serbia. Oficial
- 2. Conde Arisztid Dessewffy, húngaro. Nacido en el norte de Hungría (en la actual Eslovaquia) capitán en el ejército austriaco.
- 3. Ernő Kiss, armero nacido en Temesvár (actualmente en Rumania). Comandante del regimiento II Hannóver
- 4. József Schweidel, serbio. Mayor en el ejército austríaco.

Ejecutados en la horca (luego de las 6:00am):
- 5.  Caballero Ernő Poeltenberg, teniente austriaco. Nombrado general de Lajos Kossuth
- 6.  Ignác Török, húngaro. Nombrado general de Lajos Kossuth
- 7.  György Lahner, húngaro nacido el norte de Hungría (en la actual Eslovaquia). Nombrado general de Lajos Kossuth
- 8.  Károly Knezić, croata. Nombrado general de Kossuth Lajos
- 9.  József Nagysándor, húngaro nacido en Nagyvárad.
- 10. Conde Károly Leiningen-Westerburg, nacido en Hessa. General
- 11. Lajos Aulich, teniente-coronel en el ejército austriaco. Nombrado general de Lajos Kossuth
- 12. János Damjanich, serbio, teniente-coronel en el ejército austriaco. Nombrado general de Lajos Kossuth
- 13. Conde Károly Vécsey, húngaro nacido en Pest.

Entre octubre de 1849 y febrero de 1850 también se ejecutaron mártires adicionales. Entre ellos el germanoparlante Barón Gyula Hruby miembro de la familia Ottrubay de origen checo pero quien luchó por la patria húngara.